# Hoplophorella saucius
Hoplophorella saucius är en kvalsterart som först beskrevs av Wojciech Niedbała 1988.  Hoplophorella saucius ingår i släktet Hoplophorella och familjen Phthiracaridae. Inga underarter finns listade i Catalogue of Life.